# The Casualties
«The Casualties» — стрит-панк-группа из Нью-Йорка, образованная в 1990 году.. Группа имеет статус культовой. Является одной из наиболее значимых современных стрит-панк групп. The Casualties направлены на возвращение к тому, что они называют «золотой эрой» стрит-панка, куда входят такие группы, как The Exploited, Charged GBH и Discharge, которые, как они считают, исчезли к 1985 году.

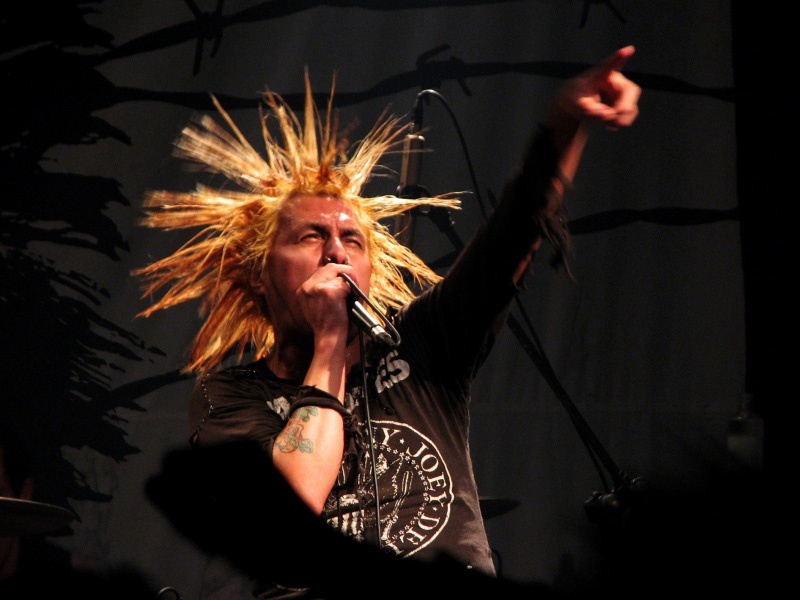
Хорхе Эррера на концерте

## Название
Хорхе Эррера:
Один раз мы собрались на нашем любимом углу. В это время я расстался с девушкой — ну, ты знаешь, как это в молодости бывает. Так вот, одна забавная штука — другие ребята в группе (а скорее тогда мы ещё пытались ей быть) тоже остались без своих подруг. Мы играли песню «Casualty» («Жертва») ирландской группы The Defects, и решили: «А давайте станем Casualties»… Мы подумали, что это подходящее имя. А член другой группы под названием Public Nuisance, выдвинул свою теорию по поводу нашего названия. Он сказал: «Вы, парни, всегда пьяные, так что почему бы вам не назваться 40 Ounce Casualties» («Жертвы сорока унций»), потому что ежедневно мы выпивали 40 унций пива. Позже по этому поводу у нас родилась песня, да и свой первый мини-альбом мы так и назвали. Позже мы стали просто The Casualties. До этого нашим именем назывались «четыре больших парня с забавными ботинками».

## История
Парни с утра до ночи тусовались на улицах Нью-Йорка, затаривались большими бутылками пива и постоянно носили с собой бумбокс, на котором по радио слушали панк-музыку. Тогда они и решили создать группу. Сцена Нью-Йорка в основном была хардкоровой, также были скинхэды левого крыла. Настоящего панка, по словам группы, не было, а лишь была музыка, которая относилась скорее к рок-н-роллу.
Поначалу состав группы постоянно менялся: разные музыканты приходили в группу в основном для того, чтобы просто выпить и поразвлечься и долго не задерживались в ней (позже это нашло отражение в EP с честным названием Drinking Is Our Way of Life. Вскоре вышел первый сингл группы «40 Ounce Casualty».
Первоначальный состав состоял из Колина и Джорджа на вокале, Юрееш на барабанах, Хэнка на гитаре и Марка на басу. Колин ушёл спустя несколько месяцев, чтобы закончить своё образование, в то время как Рэхил, вокалист группы Rivits, занял его место. В это время они записывают свою первую студийную песню «Political Sin».
На этот момент Колин, Джордж, Юрееш, и Марк вместе собрали демо. Фред заменил Хэнка, но затем Фред ушёл учиться, и Скотт из C Squat пополнил состав группы. Другой гитарист, Стив из Distraught также пополнил состав в течение этого периода. Далее был записан мини-альбом под названием — 40 Oz. Casualty. К 1992 году группа поднялась и имела много фанатов в Нью-Йорке. В 1993 году басист Марк и гитарист Фред были заменены на Майка и Джэйка, затем в 1994 году барабанщик Юрееш также был заменён, с этого момента на барабанах стал играть Шон. В 1995 году состоялся второй релиз группы, мини-альбом Fuckin Way of Life был выпущен на Eyeball Records. В 1996 году Шон покинул группу, и Меггерс из Rivits пришёл на его место и стал постоянным барабанщиком группы. Таким составом они продолжали играть до 1997 года. Также в 1996 году Casualties выступили на легендарном летнем лондонском фестивале Holidays in the Sun (название в честь одноимённой песни группы Sex Pistols). Они явились первой группой из американских, участвовавшей в нём. В 1997 году группа выпустила свой дебютный альбом For the Punx. Вскоре Casualties отправляются в своё первое турне по Америке вместе с группой Varukers.
В 1998 году вышел альбом «Underground Army» на лейбле Tribal War Records, а в 1999 этот же альбом был переиздан на Punk Core Records.
Джонни (из The Krays) выступал в качестве басиста до 1999 года (позже в этом же году его место на постоянной основе занял Рик из группы Manix). В этом же году, по приезде из мирового турне, коллектив выпустил сборник своих ранних песен The Early Years: 1990—1995.
В 2000 году Casualties после своего четвертого мирового тура выпустили мини-альбом Who’s in Control и третий номерной альбом Stay Out of Order.
В 2001 году группа выпускает диск Die Hards, после чего отправляется в тур, включивший в себя Vans Warped Tour и первый американский Holidays in the Sun, где группа выступала среди легендарных музколлективов типа Exploited, G.B.H., Cockney Rejects, Slaughter and the Dogs и многих других. В феврале 2003 года вышел трибьют-сборник группе Ramones We`re a Happy Family — A Tribute to the Ramones, в котором The Casualties записывались в числе многих известных панк-групп. Группа исполнила кавер Blitzkrieg bop, позже исполняемый на многих концертах.
The Casualties продолжали производить высококачественные-энергичные записи (в 2004 году вышел альбом On the Front Line, а в 2005 — En La Linea Del Frente), также они совершили туры по США и другим странам (таким как Европа, Япония и Мексика). Альбом Under Attack был выпущен на SideOneDummy Records в 2006 году, и они устраивали туры практически без перерыва в течение 3 лет в поддержку этого альбома. Их новый альбом We Are All We Have был также выпущен на лейбле SideOneDummy 25 августа 2009 года.. По словам вокалиста группы Хорхе Эрреры, следующий альбом группа выпустит уже на другом лейбле. Квартет часто находится в различных турне, лишь изредка делая передышку, чтобы записать новый альбом. С программой We Are All We Have группа выступала в московском клубе «Точка».

## Творчество
Все члены группы предпочитают разные стили от европейского панка до американского хардкора, из-за этого при записи альбома ребята ищут компромисс.
The Casualties отстаивают интересы рабочего класса, к которому всегда принадлежали сами и члены их семей.
Парни написали несколько политически направленных композиций, но стараются не углубляться в политику, а то, по словам вокалиста Хорхе, человека могут использовать, как марионетку.
Джейк Колатиз: Чем более капиталистической становится Америка, тем труднее и труднее выжить низшим классам, потому что мы выгребаем все из своего бумажника. Это похоже на место, где можно было просто жить, но сейчас они находят все больше и больше вещей, о которых пишут законы, и этим они отбирают у нас еще немного свободы.

## Состав

### Нынешний состав

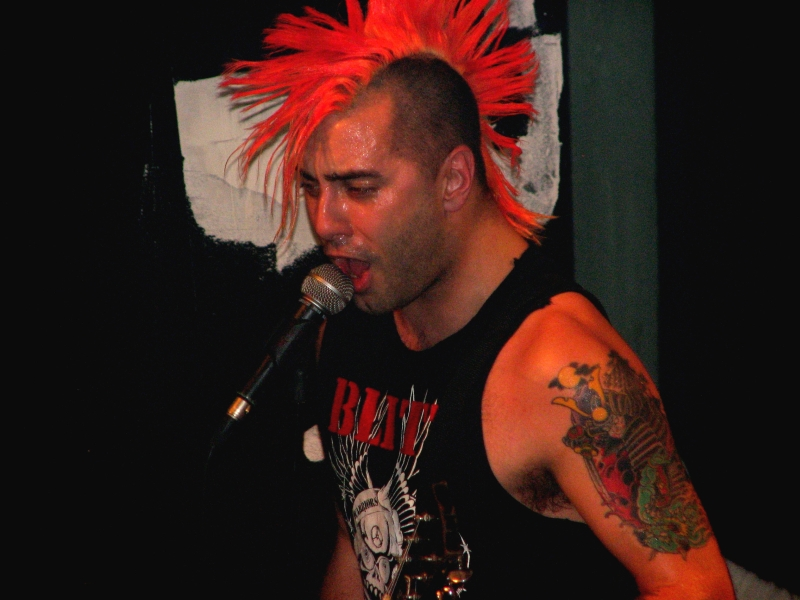
Джейк Колатиз

- Девид Родригез — вокал (2017 — настоящее время)
- Рик Лопес — бас-гитара (1999 — настоящее время)
- Джейк Колатиз — гитара (1993 — настоящее время)
- Марк «Меггерс» Эггерс — барабаны (1995 — настоящее время)

### Бывшие участники
- Хорхе Эррера — вокал (1990 — 2017)
- Колин — вокал (1990—1994)
- Юрееш — барабаны (1990—1994)
- Хэнк — гитара (1990—1991)
- Марк — бас-гитара (1990—1993)
- Фред — гитара (1991—1993)
- Майк — бас-гитара (1993—1997)
- Том — бас-гитара (1998)
- Джонни — бас-гитара (1997—1999)
- Шон — барабаны (1993—1994)
- Менди — бас-гитара (1999)

## Дискография

### Студийные альбомы
- For the Punx - (1997)
- Underground Army - (1998)
- Stay Out of Order - (2000)
- Die Hards - (2001)
- On the Front Line - (2004)
- En La Linea Del Frente - (2005)
- Under Attack - (2006)
- We Are All We Have - (2009)
- Resistance - (2012)
- Chaos Sound - (2016)
- Written In Blood - (2018)

### Мини-альбомы
- Oz. Casualty - (1992)
- A Fuckin' Way of Life - (1995)
- Who's in Control? - (2000)

### Сборники
- The Early Years: 1990–1995 - (2001)
- For the Casualties Army - (2010)

### Live
- Live at Fireside Bowl - (1997)
- Can't Stop Us - (2006)
- Made in N.Y.C. - (2007)
- Live in Moscow - (2014)

### Видео
- 1998: Live at NewCastle Riverside
- 1998: Underground Army World Tour
- 2000: Violence
- 2000: Nightmare
- 2001: Get Off My Back
- 2004: Tomorrow Belongs to Us
- 2006: Can’t Stop Us
- 2006: On City Streets
- 2009: We Are All We Have
- 2009: War is Business
- 2013: My Blood. My Life. Always Forward
- 2013: Ten Years of Destruction/Live at CBGB’s
- 2015: Corazones Intoxicados
- 2016: Chaos Sound
- 2016: Running Through The Night
- 2017: Brothers and Sisters
- 2018: 1312
- 2018: Ya Basta
- 2019: Fucking Hate You